# Gauthier Klauss
Gauthier Klauss (17 de dezembro de 1987) é um canoísta de slalon francês, medalhista olímpico.

## Carreira
Gauthier Klauss representou seu país na Rio 2016, conquistou a medalha de bronze no prova do slalon C-2, ao lado de Matthieu Péché. 